# Reutera dichotoma
Reutera dichotoma är en flockblommig växtart som beskrevs av Pierre Edmond Boissier och Heinrich Carl Haussknecht. Reutera dichotoma ingår i släktet Reutera och familjen flockblommiga växter. Inga underarter finns listade i Catalogue of Life.